# Cladeutes
Cladeutes (лат. , от др.-греч. κλᾰδευτής «секатор; срезающий ветви») — род наездников из семейства Ichneumonidae (подсемейство Tryphoninae).

## Распространение
В роде всего 2 вида, распространённых в Палеарктике.

## Описание
Мелкие наездники, в длину достигают 3—6 мм.

## Список видов
Виды рода:
- Cladeutes discedens Woldstedt, 1874
- Cladeutes minor Kasparyan, 1994